# Álvaro Galindo
Álvaro Galindo (San Miguel de Tucumán, Tucumán, 26 de febrero de 1982) es un exjugador de rugby y entrenador argentino. Actualmente dirige a Tarucas, del Súper Rugby Américas. Como jugador, se desempeña como Tercera línea, donde llegó a jugar en Los Pumas.

## Carrera

### Universitario
Galindo se formó en Universitario y se coronó campeón del Regional del NOA en 2002 y 2005.

### Béziers
Tuvo su primera experiencia europea, cuando en 2006 viajó a Francia para sumarse a Béziers. En el equipo occitano jugó 2 temporadas.

### Racing 92
Para temporada 2008/09 pasó a Racing 92. En su primera temporada se consagró campeón del Pro D2 y obtuvo el ascenso al Top 14. Jugó en Racing hasta 2013, cuando volvió a Universitario.

## Clubes
| Club          | País      |
| ------------- | --------- |
| Universitario | Argentina |
| Racing 92     | Francia   |
| Béziers       | Francia   |

## Palmarés
| Título                       | Equipo        | País      | Año     |
| ---------------------------- | ------------- | --------- | ------- |
| Torneo Regional del Noroeste | Universitario | Argentina | 2002    |
| Torneo Regional del Noroeste | Universitario | Argentina | 2005    |
| Pro D2                       | Racing 92     | Francia   | 2008/09 |